# Långban
För andra betydelser, se Långban (olika betydelser).
Långban är ett samhälle i Färnebo socken i Filipstads kommun och ett tidigare gruvsamhälle. Orten var från 1990 till 2020 av SCB klassat som en småort men vid avgränsningen 2020 avregistrerades den som småort då antalet boende understeg 50.
Samhället ligger cirka 20 km nordöst om Filipstad. Riksväg 26 och Inlandsbanan passerar orten. Samhället ligger mellan sjön Långban i öster och Hyttsjön i väster.
Vid disponentgården, som fortfarande finns kvar, föddes uppfinnaren John Ericsson och hans bror Nils Ericson. I dag är Långban ett betydelsefullt besöksmål och flera byggnader från gruvepoken finns bevarade.

## Gruvhistoria

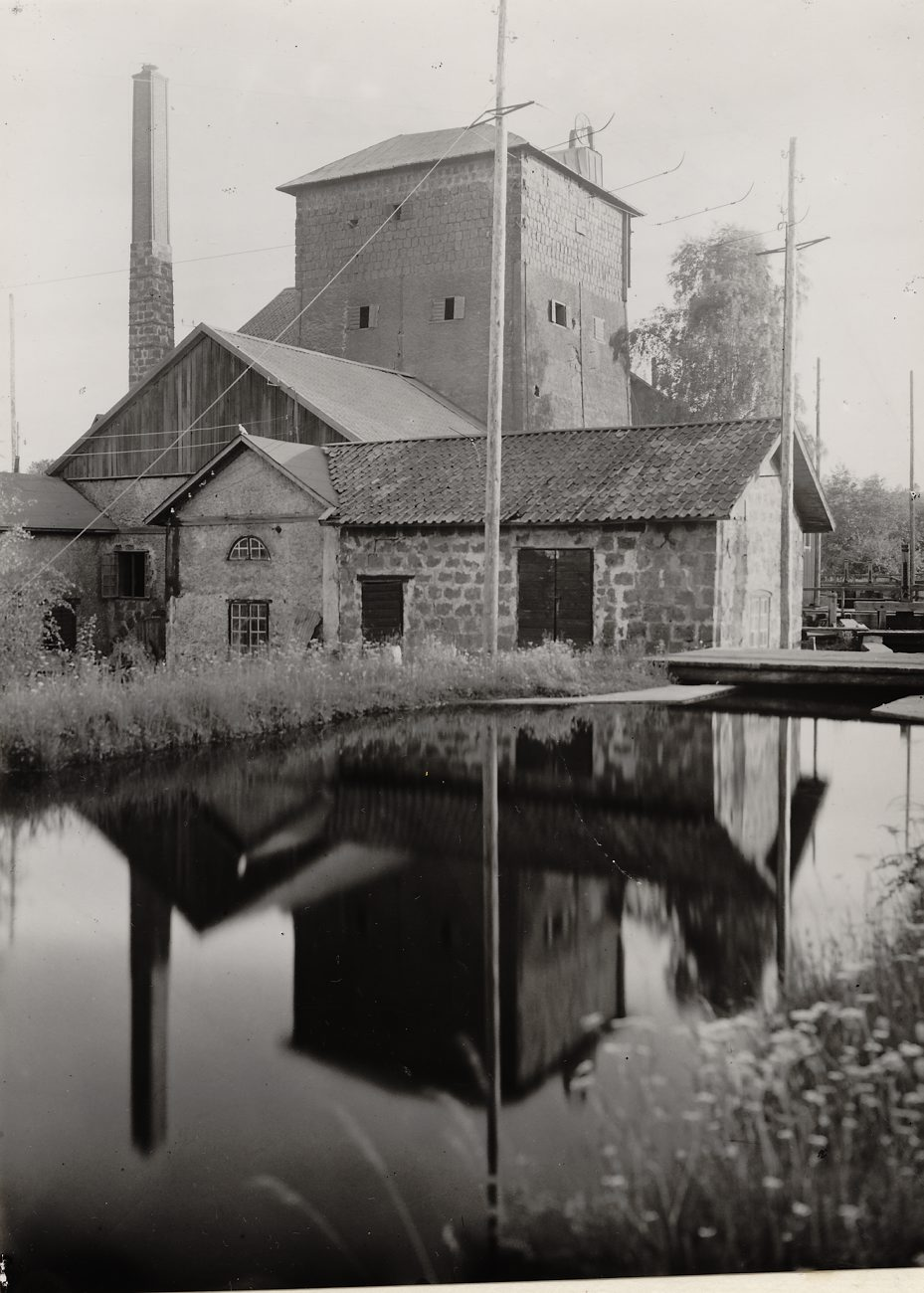
Långbanshyttan 1923

Gruvbrytningen startade troligen redan på medeltiden, men det var först 1711 som brytningen kom igång på allvar vid Långbansgruvan. Redan i mitten av 1500-talet byggdes en hytta i Långban, Långbanshyttan, vilken emellertid först användes för malm från Persberg. Långbanshyttan lades slutligen ned 1933 och är idag byggnadsminne, renoverad med AMS-medel 1980-83.
Berggrunden i Långbansgruvan utgörs av dolomit, som är impregnerat av malmer. Bland gruvans malmkroppar märks Collegiegruvemalmen, Storgruvemalmen, Norrbottensmalmen, Japanmalmen, Hindenburgmalmen, Amerikamalmen och Lukasmalmen. De består järnmalm i form av hematit och magnetit och manganmalm i form av hausmannit och braunit.
Från början bröt man endast järnmalm i Långban, men under 1870-talet började man även bryta manganmalm. Årsskiftet 1957-58 övergick man till brytning av dolomit fram till nedläggningen av gruvan år 1972. Från 1885 drevs gruvan av Grufveaktiebolaget Långban, som senare fick Uddeholmsbolaget som huvudägare.
Långbansgruvan är också känd för sin rika förekomst av olika mineral. Främst olika silikater av mangan, men därtill olika antimon- och arseniksalter, samt barium-, bly- och berylliumföreningar, liksom rent bly.

### Långbans järnväg
För att forsla malmen från Bjelkes schakt och ner till sjön Långbans strand, anlades så tidigt som omkring 1816 eller 1817 en primitiv järnväg, kallad omväxlande realväg, reelväg, trälväg eller tackjärnsväg. Längden var 200 till 250 meter och spårvidden är okänd. Den lades ner 1873, samtidigt med Bjelkes schakt. Närmare detaljer är inte kända, men man tror att rälen var i form av massiva tackjärnsstänger och att banan var dubbelspårig så att den nedgående lastade vagnen drog upp tomvagnen på det andra spåret. Denna bana bör vara Sveriges näst äldsta, föregången endast av Höganäs gruvbana som öppnades 1798. 

## Geologi
Långban ligger i Bergslagen, ett område som rent geologiskt ligger i den Svekofenniska domänen med bergarter som bildades för cirka 1,9 miljarder år sedan. De flesta bergarterna omvandlades för mellan 1,86 och 1,8 miljarder år sedan, under den Svekokarelska orogenesen.
En mångfald olika mineral har kunnat bildas genom förekomst av antimon, arsenik, barium, beryllium, bly, bor och koppar utöver järn, mangan och de vanliga bergartsbildande grundämnena.
Långbans gruvor är en av världens mineralrikaste platser, med 270 fynd av olika mineral registrerade. Det är också typlokal för 74 olika mineral.

## Illustrationer

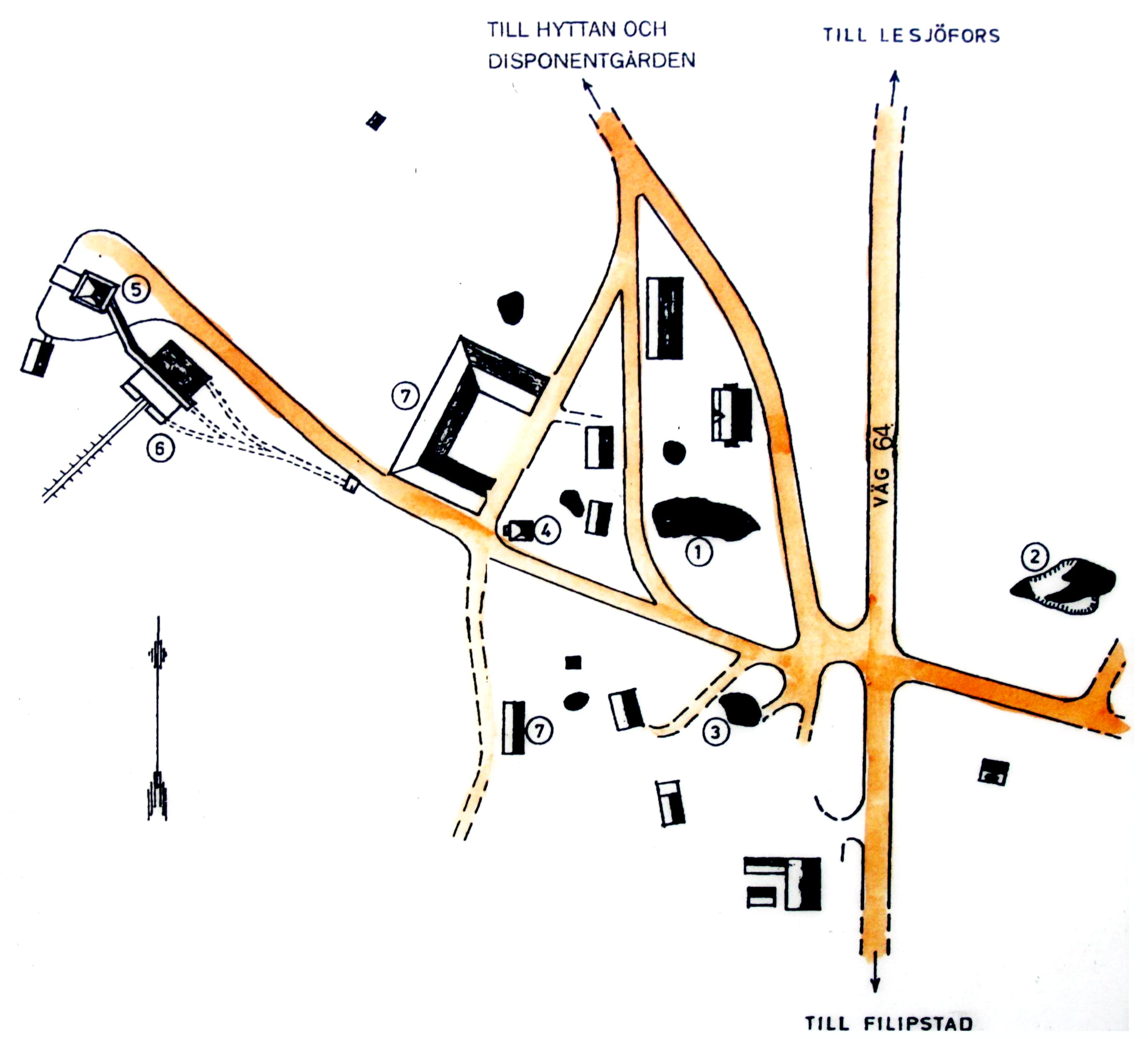
Karta över gruvområdet
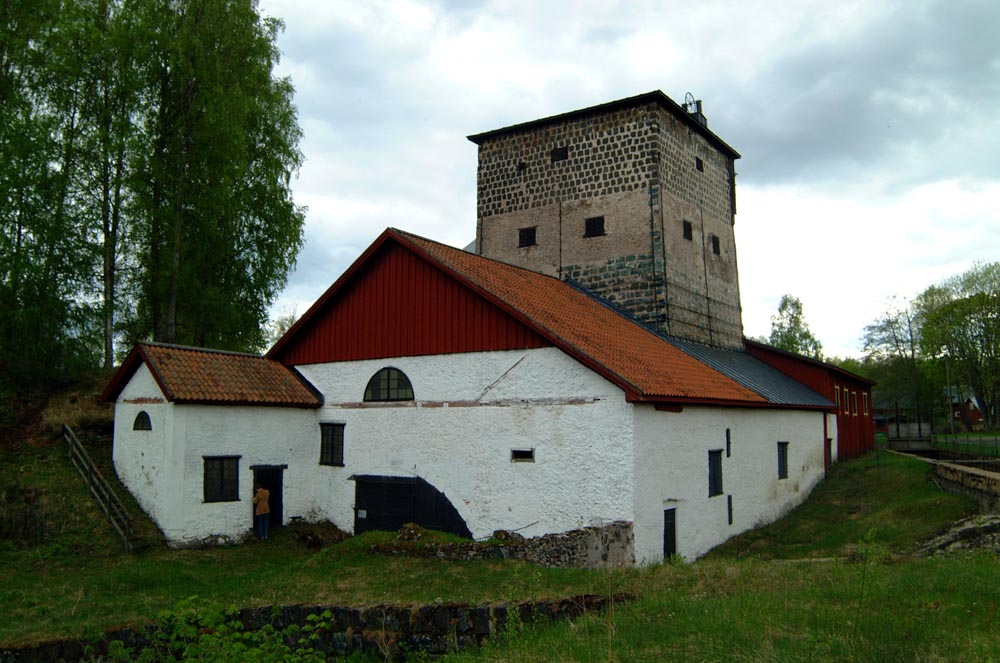
Långbanshyttan med masugn
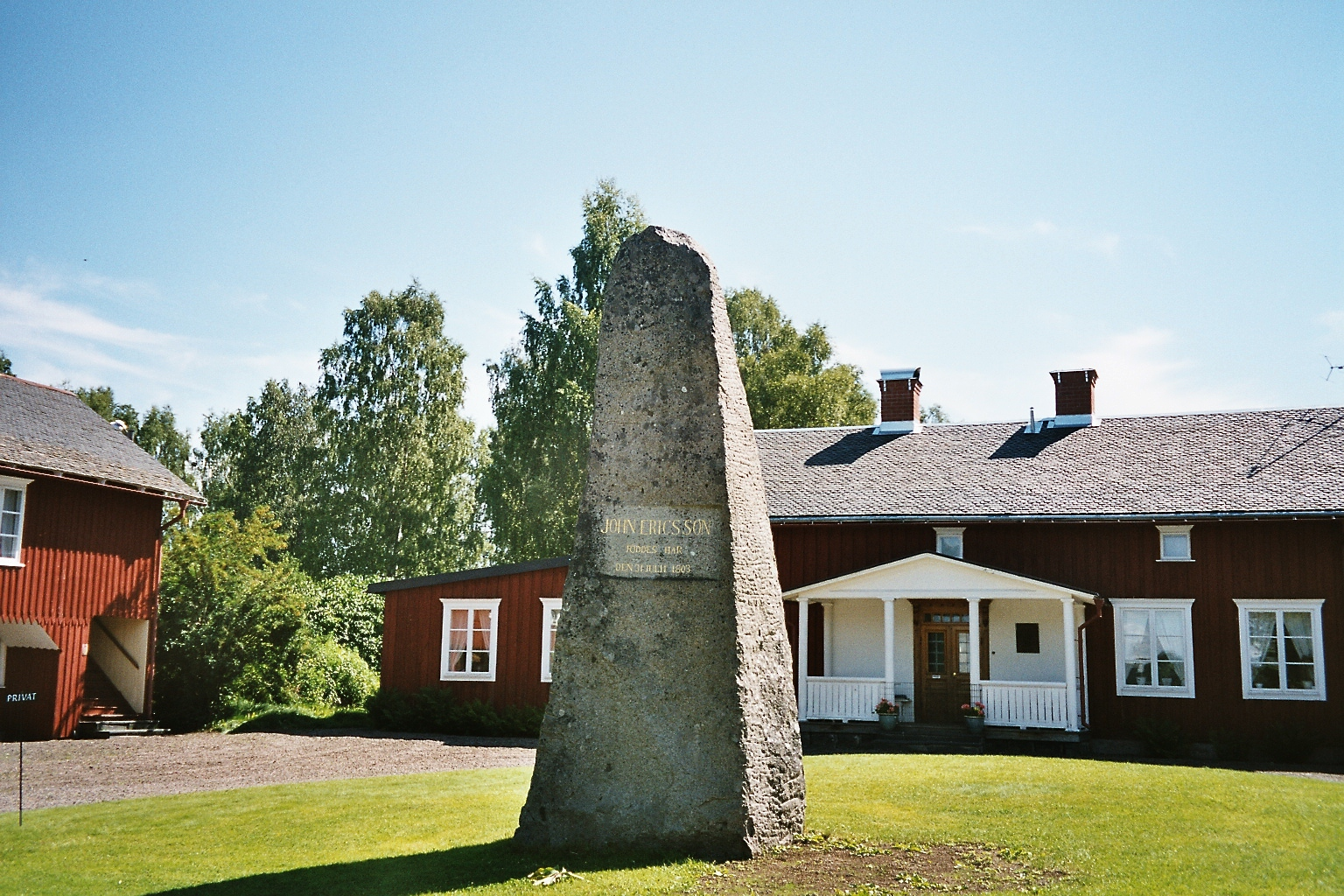
John Ericssons och Nils Ericsons födelsehus samt minnessten